# Нитиноловый двигатель
Нитиноловый двигатель — тепловой двигатель, основанный на способности сплава с эффектом «памяти» нитинола (сплава титана и никеля) восстанавливать свою форму, которую он получил при температуре красного каления. В общенаучной литературе такой вид двигателя известен как мартенситный двигатель или martensite rotorheat engine(MRHE).

## Физическая суть
Возникновение движущих сил основано на структурных превращениях сплава.
Температура гистерезиса нитинола равна разности конечных температуры аустенитно-мартенситного (прямого мартенситного) и мартенситно-аустенитного (обратного мартенситного) превращений, соответственно. Учитывая, что температура гистерезиса 30 C, в качестве «движущих» сред можно использовать горячую и холодную воды, или горячую воду и окружающую среду, как показано на рис.1. Также существуют сплавы с температурами гистерезиса 4,6,8 °С, но их использование по определенным причинам невозможно.
На рис.1 приведен пример подобного двигателя(Thermobile). Двигатель состоит из нитиноловой пружины, которая при тепловом воздействии выпрямляется, двух шкивов, ведра с горячей водой.
Принцип работы двигателя основан на том, что попадая в горячую воду, нижняя часть пружины подвергается мартенситно-аустенитному превращению, пружина расширяется, а верхняя часть пружины, охлаждаясь, испытывает аустенитно-мартенситное превращению, следовательно, верхняя часть пружины сокращается. За счет расширения-сокращения пружина движется по шкивам проходя участки нагрева и охлаждения, приводя в движение шкивы. Стоит отметить, что КПД данных двигателей-небольшой  По оценке некоторых ученых, КПД нитиноловых двигателей  может составлять 5—6 % (А. А. Гольштейн).

## История
Одним из первых двигателей подобного рода был тепловой двигатель Р. Бэнкса. Его отличие от Thermobile заключается лишь в использовании охлаждающей среды (холодная вода).
В 1982 г. компания International Innovative Technologies создала двигатель ( большой прототип Thermobile), содержащий 30 нитиноловых петель. Диаметр сечения одной петли был 22 миллиметра. «Движущими» средами двигателя были горячая вода с температурой 55 С и воздух температуры 25 °С. Двигатель достигал скорости 270 оборотов в минуту и работал на протяжении до 1.5 лет без сбоев.